# Andorra la Vella

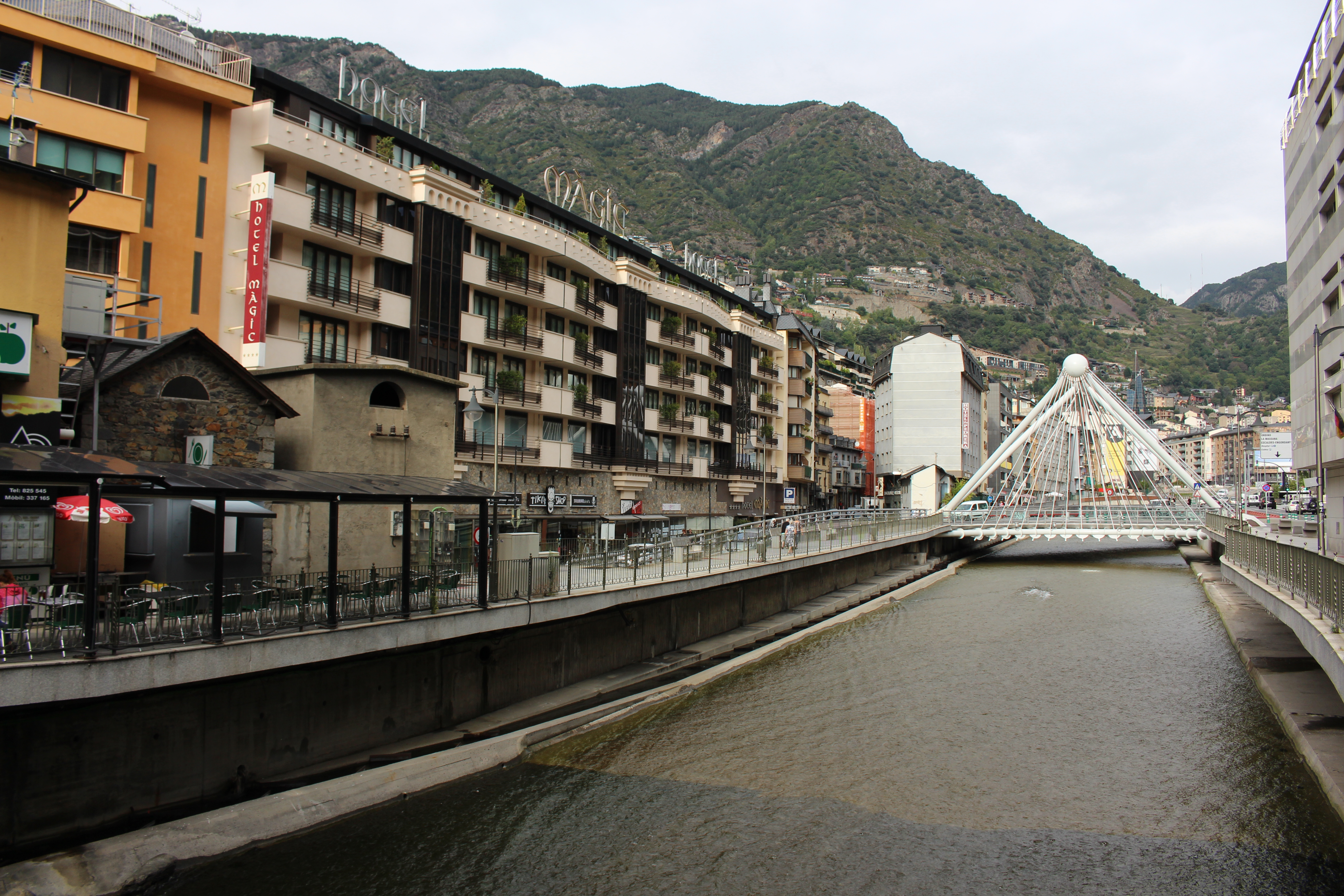
Andorra la Vella vid floden La Valira.

Andorra la Vella (spanska: Andorra la Vieja, franska: Andorre-la-Vieille) är huvudstaden i Furstendömet Andorra, beläget i Pyrenéerna. Staden är också en av Andorras sju parròquies (kommuner).
Andorra la Vella ligger i sydvästra delen av furstendömet. Orten hade 19 659 invånare (2021). Kommunen (parròquia) hade 22 873 invånare (2021), på en yta om 27 km². Stadens huvudnäring är turism, även om man också bringar inkomster från att vara ett skatteparadis.
I Andorra la Vella finns flera olika nationaliteter: andorraner (48,0 %), spanjorer (25,5 %), portugiser (12,5 %), fransmän (3,0 %) samt resterande övriga (11,0 %). Det officiella språket är katalanska, men även spanska och franska talas i staden.
Staden är belägen på 1 023 meter över havet och är därmed Europas högst belägna huvudstad.

## Sport
Volleybollaget CV Andorra har sitt säte i staden. Laget spelar i det spanska seriesystemet och har som bäst blivit tvåa i spanska mästerskapet.